# Gukesh Dommaraju
Gukesh Dommaraju (født 29. maj 2006), også kendt som Gukesh D, er en indisk skakstormester og den regerende verdensmester i skak. Dommaraju, som er et skakvidunderbarn, er den yngste verdensmester nogensinde, den yngste spiller, der har overgået en FIDE-rating på 2750 i en alder af 17, og den tredje-yngste, der har overgået 2700 i en alder af 16. Han fik stormesterentitlen i en alder af 12 og er fortsat den tredje-yngste stormester i skakhistorien.